# Hombre de Davos
El término «hombre de Davos» fue acuñado hace más de diez años por el sociólogo estadounidense Samuel Huntington para describir a quienes acuden al centro de conferencias de Davos en una estación de esquí en los Alpes suizos con ocasión del Foro Económico Mundial a hacer ostentación pública de su poder y convivir con quienes son iguales que ellos, y los que aspiran a serlo.
Joaquín Estefanía (periodista y economista), en su libro «El poder en el Mundo» afirma: :“Si hay una representación concreta del poder contemporáneo, una circunstancia, un lugar donde aprehender el gran poder global y quienes lo ostentan es conocer algo sobre el «hombre de Davos». En su libro, Joaquín Estefanía, hace un análisis y un mapa de la situación sobre el fenómeno y el nuevo papel de la economía financiera frente a la economía real.
El antónimo del Sibarita es el «hombre de Davos», según el sociólogo estadounidense Samuel Huntington, que lo describe como un sujeto de preferencia varón, joven y verdaderos maniquíes, familiarizado con las nuevas y más recientes tecnologías de la informática, que se codean y hacen gárgaras con el Nasdaq, seguidores de la nueva economía global, y «muy ricos» aun cuando hay algunos que son financiados por grandes corporaciones, ya que alrededor de los hombres de Davos, se reúnen en círculos concéntricos, ejecutivos, empresarios y otros pasados de moda que son la línea instrumental, pues luego hacen y repiten lo que dicen de los hombres de Davos, pues aspiran a ser como estos últimos.